# イエスタデイ・アンド・トゥデイ
『イエスタデイ・アンド・トゥデイ』（Yesterday and Today）は、ビートルズのアメリカにおけるオリジナル・アルバム。1966年6月にアメリカとカナダで発売された本作は、キャピトル・レコードから発売された10作目のオリジナル・アルバムで、アメリカでは通算12作目のアルバム作品にあたる。前作までと同様、当時のアメリカの習慣に倣い、バンドの方針でアルバムに収録していなかったシングル曲やイギリスで発売されたアルバムからカットされた楽曲など11曲が収録された。
アルバム・カバーには当初、ロバート・ウィテカーによって撮影された「白衣を着たメンバーがバラバラになった赤ん坊の人形と肉片を持って笑っている」写真が使用されていた。当初バンド側の意図を無視した編集を行ったアルバムを発売するレーベルへの反抗と取られていたが、メンバーはベトナム戦争に反対する声明であると主張した。このアルバム・カバーは、発売直前にレコード会社や販売店からの苦情により、トランクと4人が写っている写真に変更された。
1987年以降のビートルズのアルバム作品のCD化に際して、長らく廃盤となっていたが、2014年に発売されたボックス・セット『THE U.S. BOX』で初CD化となった。

## 背景
キャピトル・レコードは、1967年まで当時のアメリカにおける出版登録の関係により、イギリスで発売されたオリジナル・アルバムに収録の楽曲を一部省略したり、バンドの方針でアルバムに未収録となっていたシングル曲を含む複数の楽曲を寄せ集めて1枚のアルバムとして発売していた。特に『ハード・デイズ・ナイト』と『ヘルプ!』の2作は、アメリカにおいては映画で使用されなかった楽曲の代わりに、映画で使用されたオーケストラの楽曲を収録して純粋なサウンドトラック盤として発売された。
本作においても、当時の最新アルバムから米国ではカットされた楽曲、当時の最新シングル、1966年4月にレコーディングが開始されたばかりのアルバム『リボルバー』からの3曲が収録されている。
- 『ヘルプ!』 - 「イエスタデイ」「アクト・ナチュラリー」（いずれもキャピトル・レコードからシングルとして発売済み）
- 『ラバー・ソウル』 - 「ひとりぼっちのあいつ」「消えた恋」（いずれもキャピトル・レコードからシングルとして発売済み）「ドライヴ・マイ・カー」「恋をするなら」
- 両A面シングル『デイ・トリッパー / 恋を抱きしめよう』
- 『リボルバー』（当時未発売） - 「アイム・オンリー・スリーピング」「アンド・ユア・バード・キャン・シング」「ドクター・ロバート」[5]

このうち、『リボルバー』から収録された3曲のモノラル・ミックスは、1966年8月5日に英国で発売されたミックスとは異なる。また、本作に収録のこの3曲のステレオ・ミックスは、モノラル・ミックスをステレオ化した擬似ステレオ（デュオフォニック）で、後にキャピトル・レコードから発売されたアルバムには、リアル・ステレオ・ミックスで収録されている。なお、日本盤は米キャピトル盤とは異なり、オーダーをそのままにイギリス盤のマスター・テープを並べ替えて編集している。

## アートワーク
『イエスタデイ・アンド・トゥデイ』のアートワークは、白衣を着たビートルズの4人がバラバラになった赤ん坊の人形と肉片を持って笑っている写真（画像）だった。ビートルズがキャピトルにこのアートワークを提供した理由は「自分たちのオリジナリティを無視して複数のアルバムから曲を寄せ集め、1枚のアルバムとして発売していた当時の米国キャピトル・レコードの姿勢に抗議したいから」「ベトナム戦争に対するビートルズの声明」などとかつて言われていたが、実際には「ポップ・スターのアルバムジャケットの常識を破りたい」という意図を持ったイギリス人カメラマン、ロバート・ウィテカーの発案によるものである。このフォト・セッションは、1966年3月25日に行われた。レノンとマッカートニーはウィテカーのアイディアを聞いて熱烈に支持していて、マッカートニーは「ウィテカーとは何度か一緒に撮影の仕事をしたことがあったから、僕らの性格を心得ていた」「ウィテカーは僕らがブラックユーモアや悪い冗談が好きなことを知っていて、『1つアイデアがある。この白衣を着てみてくれないか』と言った。僕らにはそう抵抗することではなかった。彼が何を目指そうとしていたのかはわからなかったけど、それまで僕らがやらされてきたことよりは、少しばかりユニークに思えた」と語っている。その一方で、ジョージ・ハリスンは悪趣味さに閉口し、リンゴ・スターは乗り気ではなかった。特にハリスンは後に『アンソロジー』においても、「とにかく気持ち悪かったし、馬鹿げていると思った。僕らは時にくだらないこともしてきて、そんな馬鹿なことでもそれがクールだと思ったりしたけど、あのフォト・セッションはまさにそんな類のもの。あの時もバンドの一員としてやらざるを得ない状況だったから、僕らは撮影のために肉屋の白衣を着た」と語っている
。
ビートルズのマネージャー、ブライアン・エプスタインは、ビートルズとウィテカーがエプスタインのオフィスで初対面した同年3月23日にポートレートとして撮影された、トランクを囲んでメンバーが並んでいる写真を（後に「トランク・カバー」と呼ばれる。後述）本アルバムのジャケットとしてアメリカに送るつもりでいた。「レイン」と「ペイパーバック・ライター」のプロモーション・フィルム撮影の際に、エプスタインがトランク・カバーの見本刷りらしき写真を見ている写真が、トランク・カバーが当初決定していたことの証拠であるという。また、エプスタインは、フォト・セッションにおける写真を見て「大事なビートルズに肉屋の格好をさせられるか」と激怒し、写真を破棄しようとした。しかし、レノンとマッカートニーがフォト・セッションで撮影した写真の使用を強硬に主張したために、エプスタインは二人の意見を入れて変更することとなった。
しかし発売直前になって、キャピトル・レコードのセールスマンやレコード販売店から「こんなグロテスクなジャケットは売りたくない」という苦情が殺到し、キャピトル・レコードの親会社EMIの会長であるジョゼフ・ロックウッドの指示により、発売日5日前の1966年6月10日に急遽、アルバムの回収を全米の販売店に通知する事態に陥った。結果、ジャケット・デザインは当初予定されていたというトランクと4人が写っている写真に変更された。レノンは、この措置について不満を漏らしている。
当初使用されていたアートワークはその後「ブッチャー・カバー」と呼ばれるようになり、変更後のデザインはブッチャー・カバーと区別するため「トランク・カバー」と呼ばれている。回収が間に合わず、ごく少数出回ったブッチャー・カバー『イエスタデイ・アンド・トゥデイ』は現在高価なコレクターズ・アイテムとなっている。世界で現在までに確認されているのは150〜200枚で、2015年10月27日放送の『開運!なんでも鑑定団』では125万円と鑑定された。
販売会社在庫の未販売ブッチャー・カバー・ジャケットの『イエスタデイ・アンド・トゥデイ』は、その上からトランク・カバーを貼り付けて出荷された。これを蒸気を当てるなどして慎重に剥がしたものは「ピールド・カバー」と呼ばれている。綺麗に剥がされたものはオリジナルと一見見分けが付かないが、工場でトランク・カバーを貼る際にジャケットの右側が2ミリほど切られているためやや小さい。ブッチャー・カバーほどではないがこちらも希少価値があり高価で取引されている。なおブッチャー・カバーに使用された写真は後に『レアリティーズ Vol.2』のインナーに使用された。
2019年5月9日、ザ・ビートルズ・ストーリー・ミュージアムにて、レノンが所有していたブッチャー・カバーが、匿名のアメリカ人コレクターに売却され、レコードでは史上3番目の高価格となる18万ポンド（約2500万円）の値をつけたことが発表された。

## 収録曲
特記を除き、作詞作曲はレノン＝マッカートニーによるもの。
| #         | タイトル                                              | 作詞・作曲                                         | リード・ボーカル                      | 時間  |
| --------- | ----------------------------------------------------- | -------------------------------------------------- | ------------------------------------- | ----- |
| 1.        | 「ドライヴ・マイ・カー」(Drive My Car)                |                                                    | ポール・マッカートニー ジョン・レノン | 2:25  |
| 2.        | 「アイム・オンリー・スリーピング」(I'm Only Sleeping) |                                                    | ジョン・レノン                        | 2:58  |
| 3.        | 「ひとりぼっちのあいつ」(Nowhere Man)                 |                                                    | ジョン・レノン                        | 2:40  |
| 4.        | 「ドクター・ロバート」(Doctor Robert)                 |                                                    | ジョン・レノン                        | 2:14  |
| 5.        | 「イエスタデイ」(Yesterday)                           |                                                    | ポール・マッカートニー                | 2:04  |
| 6.        | 「アクト・ナチュラリー」(Act Naturally)               | ジョニー・ラッセル （ 英語版 ） ヴォニー・モリソン | リンゴ・スター                        | 2:27  |
| 合計時間: | 合計時間:                                             | 合計時間:                                          | 合計時間:                             | 14:48 |

| #         | タイトル                                                         | 作詞・作曲         | リード・ボーカル                      | 時間  |
| --------- | ---------------------------------------------------------------- | ------------------ | ------------------------------------- | ----- |
| 7.        | 「アンド・ユア・バード・キャン・シング」(And Your Bird Can Sing) |                    | ジョン・レノン                        | 2:02  |
| 8.        | 「恋をするなら」(If I Needed Someone)                            | ジョージ・ハリスン | ジョージ・ハリスン                    | 2:19  |
| 9.        | 「恋を抱きしめよう」(We Can Work It Out)                         |                    | ポール・マッカートニー                | 2:10  |
| 10.       | 「消えた恋」(What Goes On)                                       |                    | リンゴ・スター                        | 2:44  |
| 11.       | 「デイ・トリッパー」(Day Tripper)                                |                    | ジョン・レノン ポール・マッカートニー | 2:47  |
| 合計時間: | 合計時間:                                                        | 合計時間:          | 合計時間:                             | 12:02 |

## クレジット
※出典
ビートルズ
- ジョン・レノン - リード・ボーカル、ハーモニー & バッキング・ボーカル、リズムギター、リードギター、アコースティック・ギター、ハーモニウム、ハンドクラップ
- ポール・マッカートニー - リード・ボーカル、ハーモニー & バッキング・ボーカル、ベース、リードギター、アコースティック・ギター、ピアノ、ハンドクラップ、ストリングス編曲（A-5）
- ジョージ・ハリスン - ハーモニー & バッキング・ボーカル、リードギター、アコースティック・ギター、タンバリン、リード・ボーカル（B-2）
- リンゴ・スター - ドラム、パーカッション、ハンドクラップ、リード・ボーカル（A-6, B-4）

外部ミュージシャン・スタッフ
- ジョージ・マーティン - 音楽プロデューサー、ハーモニウム（B-2）、四重奏・ストリングス編曲（A-5）

## チャート成績
| チャート (1966年)            | 最高位 |
| ---------------------------- | ------ |
| US Billboard Top LP's        | 1      |
| US Cash Box Top 100          | 1      |
| US Record World 100 Top LP's | 1      |

## 認定
| 国/地域                    | 認定        | 認定/売上数 |
| -------------------------- | ----------- | ----------- |
| カナダ (Music Canada)      | Platinum    | 100,000^    |
| アメリカ合衆国 (RIAA)      | 2× Platinum | 2,000,000^  |
| ^ 認定のみに基づく出荷枚数 |             |             |